# Veliki komet iz leta 1760
Véliki komet iz leta 1760 (uradna oznaka C/1760 A1) je neperiodični komet, ki ga je 7. januarja 1760 prvi opazil Chevalier v Lizboni. Opazoval ga je tudi Charles Messier, ki ga je odkril 8. januarja 1760 v Parizu. Takrat se je komet nahajal v bližini meča v ozvezdju Oriona.

## Značilnosti
Tirnica kometa je parabolična. Komet je bil v prisončju 17. decembra 1759 na oddaljenosti 0,966 a.e. od Sonca. 8. januarja 1760 je bil najbliže Zemlji na oddaljenosti 0,0682 a.e.. To je bil po oddaljenosti 11. Zemlji najbližji prelet kometa v znani zgodovini
Messier je ocenil, da ima komet magnitudo 2,0, komet se je videl tudi s prostim očesom.
Komet je bil v juniju 2008 približno 216 a.e. oddaljen od Sonca.